# ΔF508
En biologie, ΔF508 (delta-F508) est une mutation spécifique du génome humain. Cette mutation est une délétion de trois paires de bases sur le chromosome 7 responsable de la perte de phénylalanine (Phe ou F) en position 508 de la protéine CFTR. Cette mutation est la principale cause de mucoviscidose dans sa forme homozygote.